# Сигнальна міна
Сигнальна міна — нетравматична міна сигнальної дії, яка широко використовується переважно прикордонними військами, зокрема Україною у зоні ООС.

## Опис
Сигнальна міна призначена для подачі звукового та світлового сигналу, коли диверсант або техніка диверсантів, зачепившись ногою (колесом, корпусом) за дротову розтяжку, самохіть висмикує бойову чеку вибухівки. Гази вибухівки, що горить, дають протяжний свист (до 10 секунд), після цього з корпусу міни вилітають зелені та червоні вогники сигнального характеру.
Міна складається з металевого тонкостінного корпуса з розміщеним у ньому свистком, пороховим зарядом звукового сигналу, 12-15 сигнальних запалів та вибивними пороховими зарядами. Комплектується міна підривниками серії МУВ (МУВ, МУВ-2, МУВ-3, МУВ-4) з Р-подібною чекою.

## Використання
Міна встановлюється вручну у ґрунт, або в іншому випадку — на ґрунт, при цьому міна прив'язується до вбитого у ґрунт кілка. Також можлива установка міни шляхом фіксації її на стовпах, деревах, тощо.